# فريدريك يوجين ايفيس
فريدريك يوجين ايفيس (بالإنجليزية: Frederic Eugene Ives)‏ (و. 1856 – 1937 م) هو فيزيائي، ومصور من الولايات المتحدة الأمريكية . ولد في ليتشفيلد (كونيتيكت) . وكان عضواً في الأكاديمية الأمريكية للفنون والعلوم .
توفي في فيلادلفيا (بنسيلفانيا)، عن عمر يناهز 81 عاماً.

## جوائز
حصل على جوائز منها:
- وسام إليوت كريسون  [لغات أخرى]‏.

## روابط خارجية
- فريدريك يوجين ايفيس على موقع الموسوعة البريطانية (الإنجليزية)
- فريدريك يوجين ايفيس على موقع إن إن دي بي (الإنجليزية)